# Gippsland

Posizione del Gippsland all'interno del Victoria.

Il Gippsland è una vasta regione situata nella parte sud-orientale dello Stato di Victoria, in Australia; si distingue per i paesaggi pittoreschi, che vanno dalle spiagge sabbiose alle montagne, dai laghi cristallini alle fitte foreste pluviali. È un'area di grande diversità ambientale, ed è rinomato per la ricchezza naturale e la biodiversità. Confina a ovest con i Dandenong Ranges, a nord con le Alpi Vittoriane, a sud con lo Stretto di Bass, mentre a est si estende fino ai confini dello Stato del Nuovo Galles del Sud. La regione copre un'area di circa 41500 km² e ospita una popolazione di circa 271000 abitanti (censimento del 2016).

## Storia

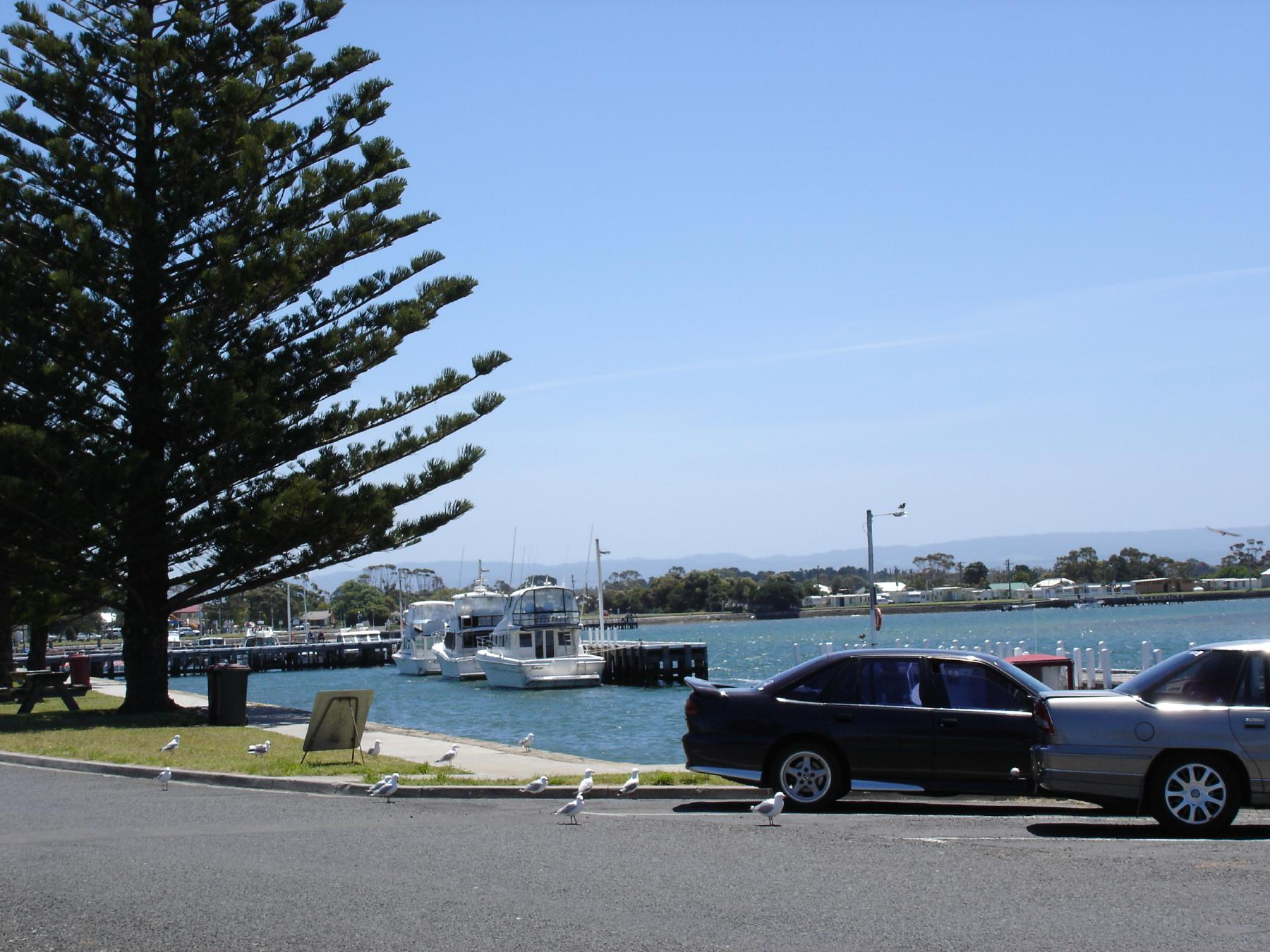
La costa nei pressi di Port Welshpool.

Prima dell'arrivo degli europei, il Gippsland era abitato dai popoli aborigeni, in particolare i Gunai/Kurnai. Queste tribù avevano una stretta relazione con l'ambiente circostante e avevano sviluppato un'economia basata sulla pesca, la caccia e la raccolta. I Gunai/Kurnai avevano una profonda conoscenza del territorio, che li aiutava a vivere in armonia con la terra. L'arrivo dei coloni europei nel XIX secolo causò una drammatica riduzione della popolazione aborigena a causa delle malattie introdotte, dei conflitti armati e della perdita delle terre. Tuttavia, oggi le comunità aborigene stanno lavorando per mantenere e rafforzare la loro cultura e le loro tradizioni.
Il Gippsland venne esplorato per la prima volta dagli europei a partire dagli anni '30 del XIX secolo. Il nome della regione fu dato dall'esploratore polacco Paweł Strzelecki, che la chiamò così in onore di George Gipps, governatore del Nuovo Galles del Sud all'epoca. Durante questa fase, il Gippsland era conosciuto per la sua inaccessibilità e le sue fitte foreste, che rendevano difficile l'esplorazione e l'insediamento. Nel 1841, venne aperta la prima rotta attraverso le Alpi Vittoriane, facilitando l'insediamento europeo nella zona. Le prime attività economiche principali furono la pastorizia e l'agricoltura, che si svilupparono lungo i fertili pascoli della regione.

## Geografia
La regione del Gippsland è suddivisa in sei sottoregioni principali, ciascuna con caratteristiche geografiche e ambientali uniche:
- il Gippsland Occidentale: include aree come Warragul e Grouin, caratterizzate da colline ondulate e terreni agricoli fertili;
- il Gippsland Meridionale: celebre per il Wilsons Promontory, il punto più meridionale del continente australiano, con spiagge selvagge e montagne granitiche;[2]
- il Gippsland Orientale: conosciuto per il parco nazionale The Lakes e la Ninety Mile Beach, una delle spiagge più lunghe e ininterrotte del mondo;[3]
- l'High Country del Gippsland: comprende la parte montuosa della regione, parte delle Alpi Vittoriane, con foreste di eucalipti, fiumi cristallini e stazioni sciistiche in inverno;
- la Latrobe Valley: il centro economico e industriale del Gippsland, con città come Traralgon, Morwell e Moe, dove si concentrano le attività legate all'estrazione del carbone e alla produzione di energia elettrica;
- il Gippsland Settentrionale: un'area più isolata, con paesaggi che variano dalle colline ai fiumi, e che si estende verso il confine con il Nuovo Galles del Sud.

Dal punto di vista amministrativo, il Gippsland è costituito da sei contee: Bass Coast, Baw Baw, East Gippsland, Latrobe, South Gippsland e Wellington.

### Clima
Il clima del Gippsland varia notevolmente a seconda della zona. Le aree costiere godono di un clima temperato oceanico, con estati calde e inverni miti. Nelle zone montuose del nord, invece, il clima è più rigido, con nevicate durante i mesi invernali e temperature più fresche durante tutto l'anno. La varietà climatica contribuisce alla grande diversità di ecosistemi presenti nella regione.

## Flora e fauna

### Flora

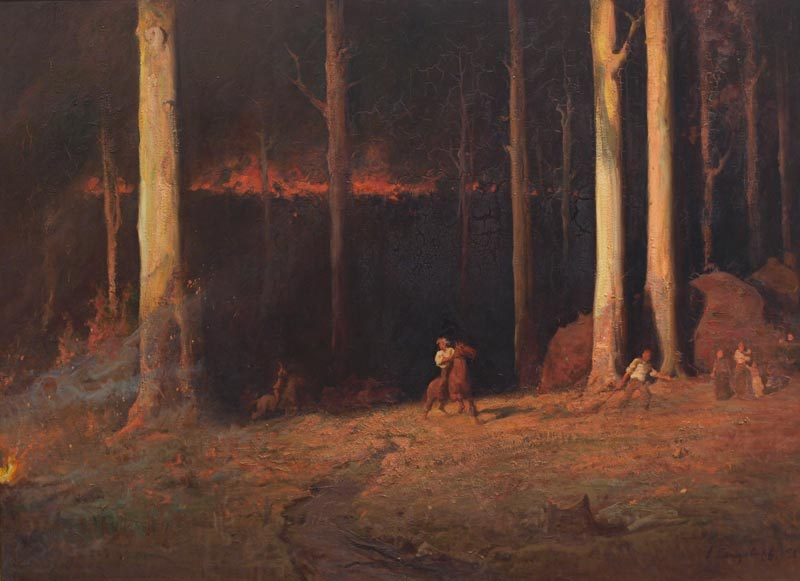
Incendio nel Gippsland (1898) di John Longstaff.

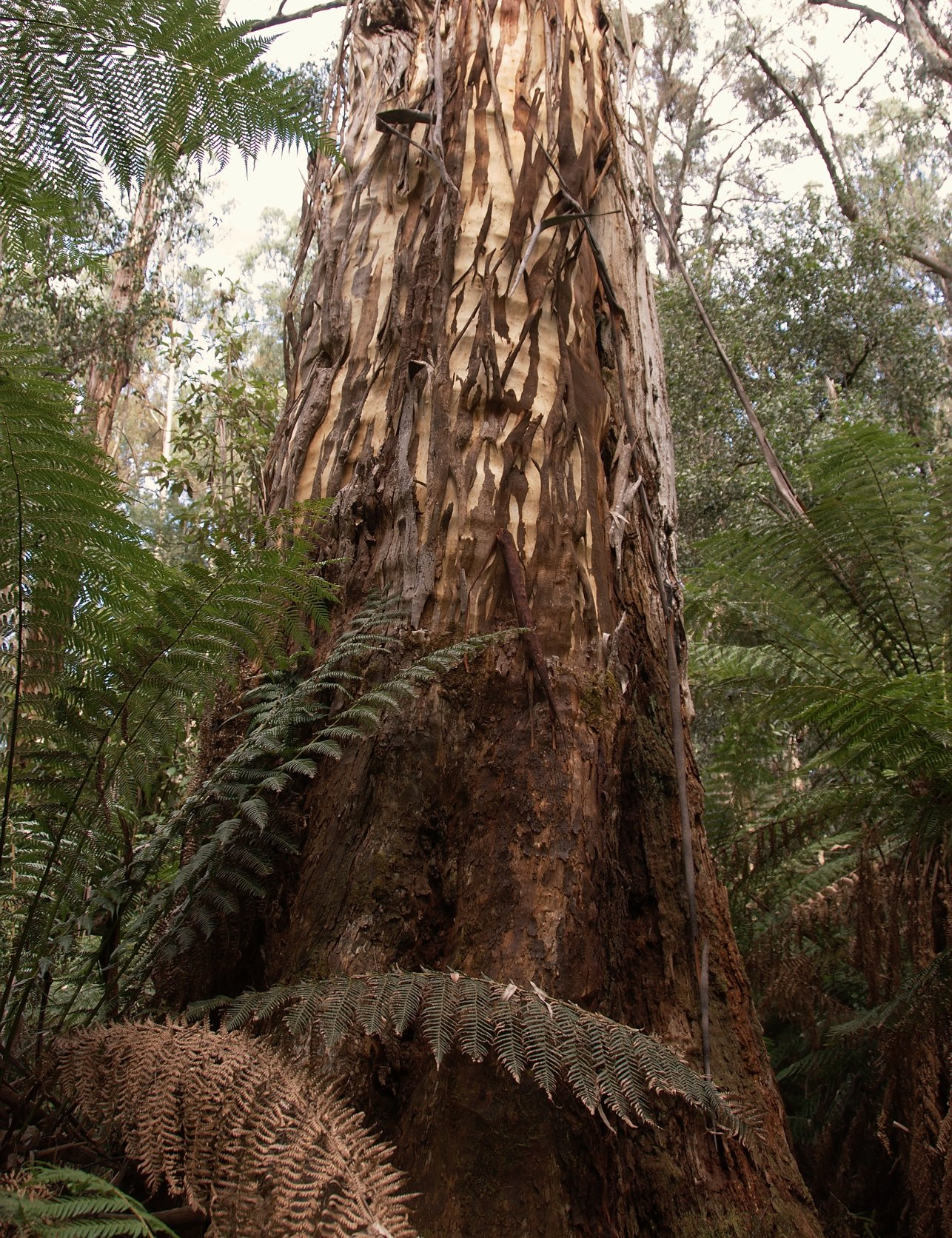
Una foresta vergine nel Gippsland Orientale.

Il Gippsland è una regione caratterizzata da una grande varietà di ecosistemi che ospitano una flora straordinariamente diversificata. Questa abbondanza botanica è il risultato della varietà di habitat presenti nella regione, che spaziano dalle foreste pluviali temperate delle aree montuose alle praterie e alle brughiere costiere.
Le foreste di eucalipti coprono gran parte del Gippsland, soprattutto nelle aree montuose e collinari. Gli eucalipti, noti anche come gum trees, sono una componente essenziale del pasesaggio australiano, e nel Gippsland si possono trovare molte specie diverse, tra cui Eucalyptus regnans, noto anche come Mountain Ash, uno degli alberi più alti del mondo, che può raggiungere oltre i 100 metri di altezza. Queste maestose foreste si trovano soprattutto nelle zone alpine e subalpine, in particolare nella Grande Catena Divisoria. E. cypellocarpa ed E. obliqua sono altre specie dominanti nelle foreste di altopiano, dove il clima più fresco e le frequenti piogge creano un ambiente ideale per la crescita di questi alberi. Le foreste di eucalipti non solo sono spettacolari dal punto di vista estetico, ma svolgono un ruolo cruciale nell'ecosistema, fornendo cibo e riparo per numerose specie animali.
Nelle valli umide e riparate della regione montuosa del Gippsland si trovano rigogliose foreste pluviali temperate. Queste aree sono ricche di piante come felci giganti, muschi, licheni e alberi imponenti. Le specie vegetali più comuni in questi ambienti includono Mirtacee e il Southern Beech (Nothofagus cunninghamii), un albero deciduo specie relitta del supercontinente Gondwana, il che conferisce a queste foreste un valore ecologico inestimabile. Degne di nota anche le felci arboree – come Dicksonia antarctica, un gigante che può raggiungere i 15 metri di altezza –, che creano uno strato denso di vegetazione a livello del suolo, caratteristico di queste foreste fresche e umide.
Lungo la fascia costiera del Gippsland, la vegetazione cambia drasticamente. Qui, la flora si adatta al clima marino, ai venti salmastri e ai terreni sabbiosi. Le specie del genere Banksia sono comuni nelle brughiere costiere e forniscono nettare per numerosi uccelli e insetti; una tra le più comuni è la banksia costiera (B. integrifolia), con i suoi fiori gialli luminosi. Spinifex sericeus è un'erba che forma stuoie nelle dune sabbiose, contribuendo alla stabilizzazione della costa e proteggendo dall'erosione. Lo Swamp Paperbark (Melaleuca ericifolia) è un albero che si trova nelle paludi e nei sistemi di lagune costiere, fondamentale per la stabilità degli ecosistemi umidi.
Oltre alle foreste e alla vegetazione costiera, nel Gippsland ci sono vasti sistemi di zone umide e praterie. Queste aree ospitano una flora specializzata, tra cui carici e altre piante palustri, che prosperano nelle paludi d'acqua dolce come il Gippsland Lakes, un vasto sistema di laghi costieri. Nelle aree soggette alle maree vicino alle coste si sviluppano praterie salmastre, dove si trovano specie vegetali come la salicornia e altre piante alofile (tolleranti al sale).

### Fauna

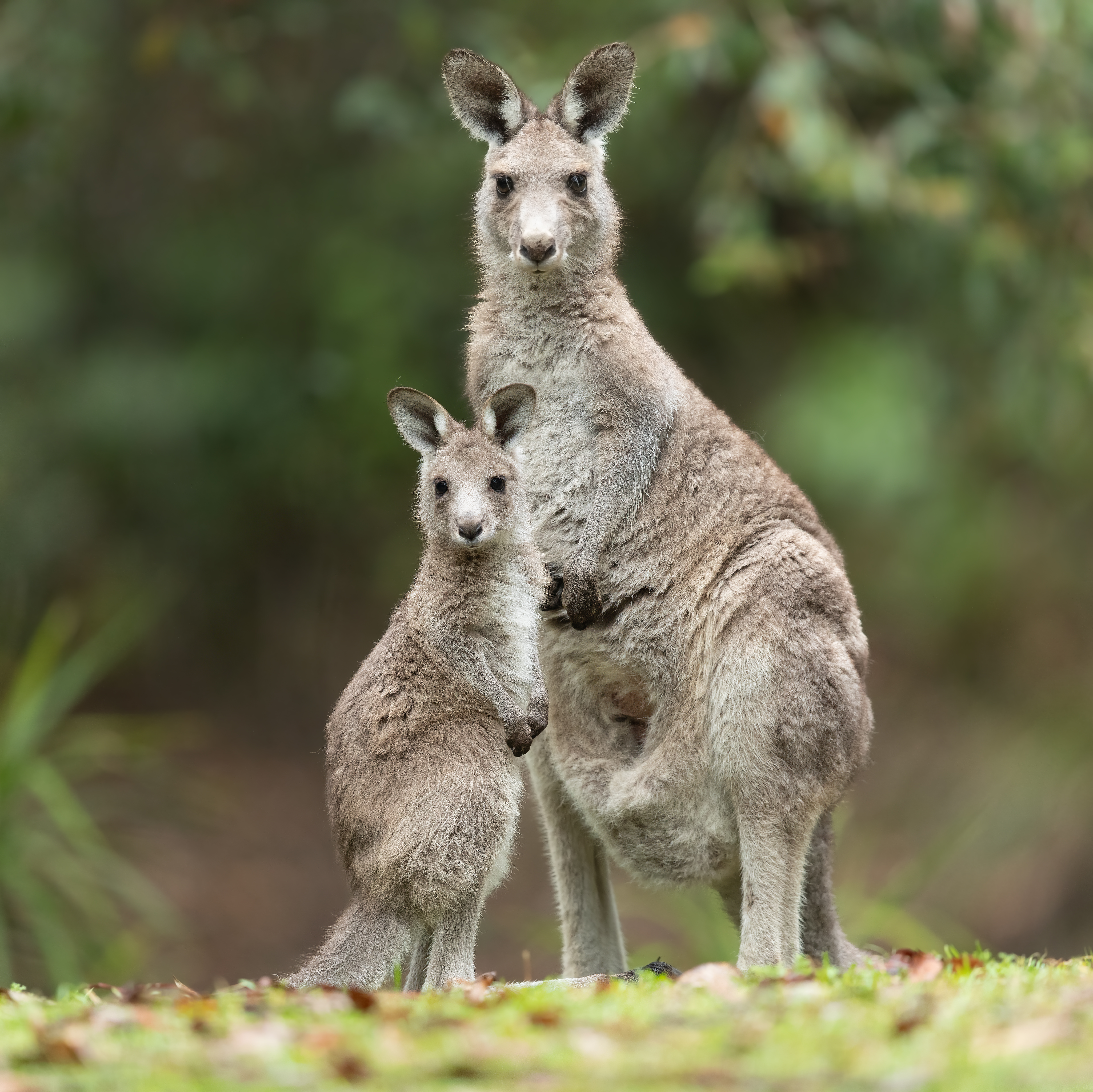
Femmina di canguro grigio orientale con il piccolo.

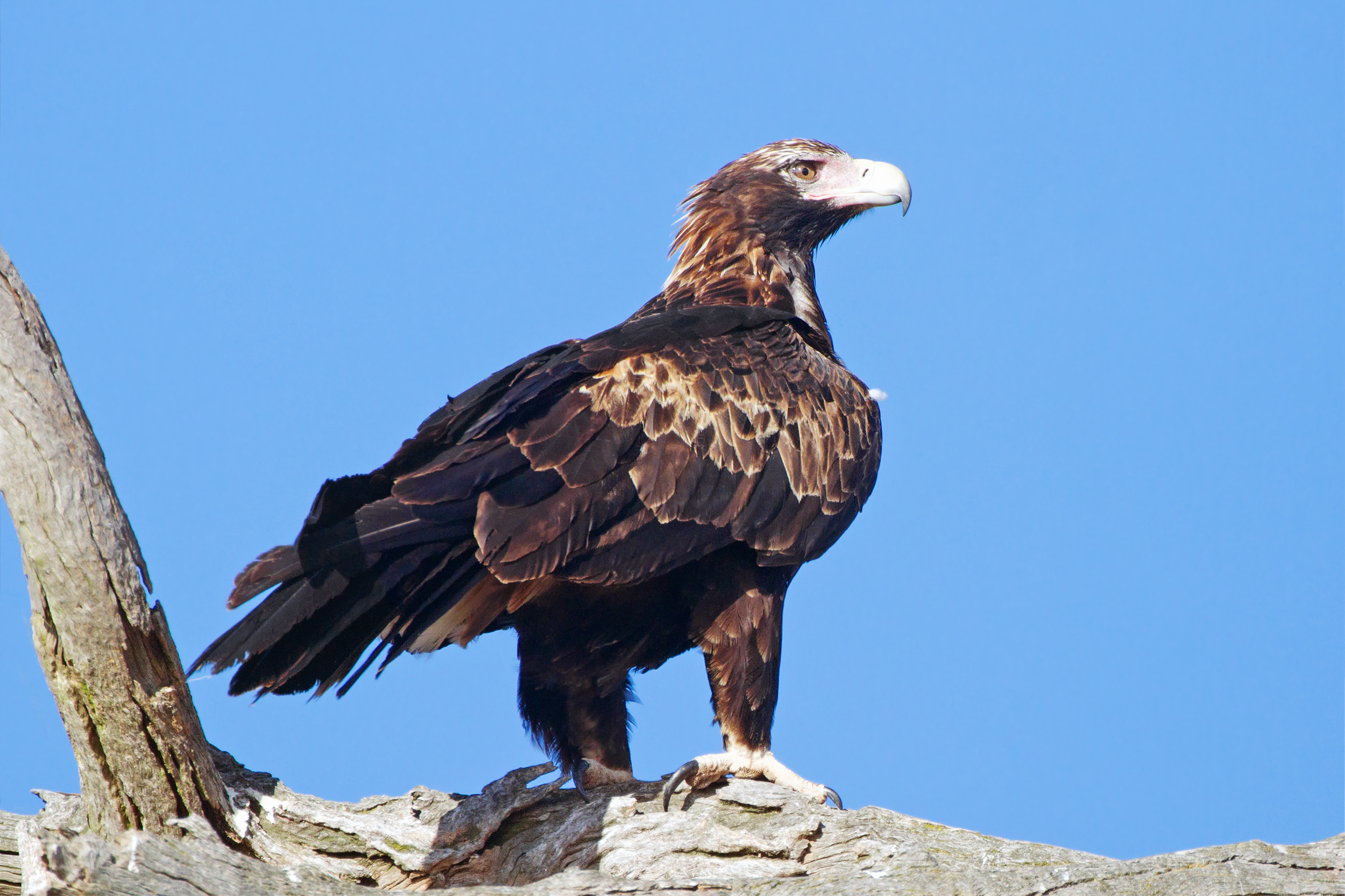
Un'aquila codacuneata.

Il Gippsland è casa di numerosi mammiferi iconici dell'Australia, alcuni dei quali sono strettamente legati a specifici habitat della regione. Il canguro grigio orientale (Macropus giganteus) è un grande marsupiale comune nelle praterie aperte e nelle foreste sparse; viene spesso avvistato al crepuscolo o all'alba mentre si muove in cerca di cibo. I vombati comuni (Vombatus ursinus) sono noti per scavare intricate reti di tane sotterranee; prediligono le foreste di eucalipti e le aree boscose, dove trovano abbondante vegetazione erbacea di cui nutrirsi. Sebbene il koala (Phascolarctos cinereus) sia più raro in alcune parti, può essere trovato nelle foreste di eucalipti, dove si nutre esclusivamente delle foglie di questi alberi; la specie è vulnerabile a causa della perdita di habitat e delle malattie, come la clamidia. Un altro piccolo marsupiale arboricolo comune nelle aree boschive è il coda ad anello comune (Pseudocheirus peregrinus), una specie notturna che si nutre di foglie, frutta e fiori. Il dingo (Canis lupus dingo), un antico cane selvatico australiano, può essere ancora avvistato in alcune aree remote, anche se la sua presenza è diminuita a causa della competizione con le specie introdotte come i cani domestici e i gatti ferali.
Il Gippsland è un paradiso per gli amanti del birdwatching, grazie alla sua incredibile varietà di habitat che attirano una vasta gamma di uccelli. L'aquila codacuneata (Aquila audax) è un'imponente rapace comune nelle aree aperte e nelle foreste montane; è il più grande rapace australiano e può essere avvistata mentre plana alla ricerca di prede come piccoli mammiferi e rettili. Il cacatua ciuffogiallo (Cacatua galerita) è facilmente riconoscibile e spesso visto in stormi rumorosi, soprattutto nelle foreste di eucalipto e nelle zone rurali. I cigni neri (Cygnus atratus) sono comunemente avvistati nei laghi e nelle zone umide della regione, in particolare nel sistema dei Gippsland Lakes. Celebre per la sua caratteristica risata, il kookaburra (Dacelo novaeguineae) è un tipo di martin pescatore che si trova nelle foreste e nelle aree rurali della regione; caccia piccoli vertebrati come serpenti, rane e insetti.
La regione del Gippsland ospita una grande varietà di rettili e anfibi, favoriti dai diversi ecosistemi presenti. Il varano vario (Varanus varius) è un grande lucertolone comune nelle foreste di eucalipti e nelle aree aperte; è un predatore opportunista che si nutre di piccoli animali, uova e carogne. Qui vivono diverse specie di serpenti, tra cui il serpente tigre (Notechis scutatus), uno dei serpenti più velenosi del mondo, che si trova spesso nelle aree umide e paludose. La rana corroboree (Pseudophryne corroboree) è una piccola e colorata rana endemica delle Alpi Vittoriane, seriamente minacciata dalla perdita di habitat e dalle malattie.

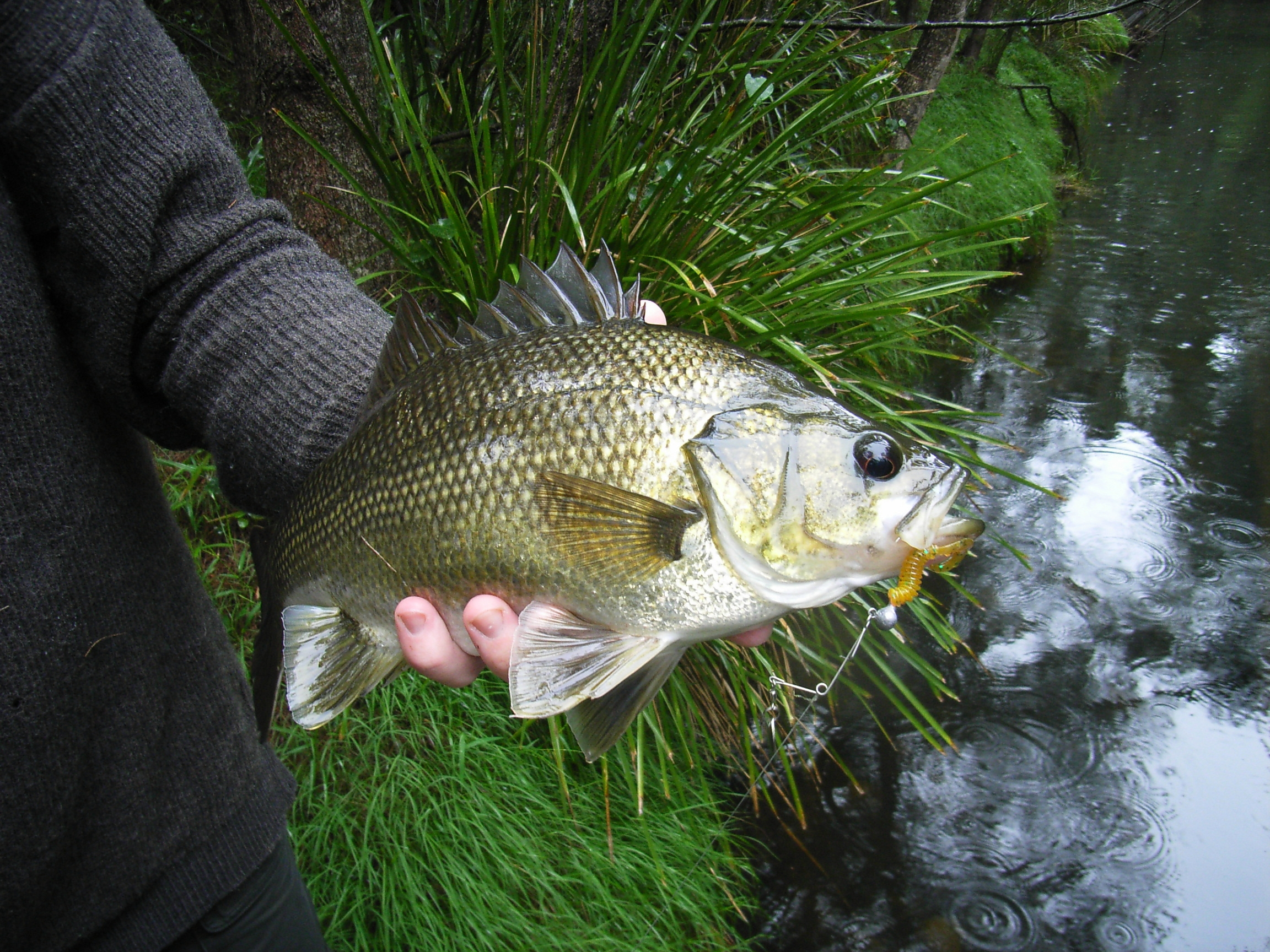
Un branzino australiano.

Le coste del Gippsland, in particolare quelle che si affacciano sullo Stretto di Bass e il sistema dei Gippsland Lakes, sono ambienti ricchi di vita marina. Questi habitat supportano una straordinaria diversità di specie, dalle balene migratrici ai pinnipedi, dai delfini ai pesci e agli invertebrati. Le megattere (Megaptera novaeangliae) migrano lungo la costa durante i mesi invernali, offrendo uno spettacolo mozzafiato per i visitatori; la costa del Wilsons Promontory è un ottimo punto di osservazione. Un altro visitatore stagionale delle coste è la balena franca australe (Eubalaena australis). Le balene franche australi si spostano lungo la costa durante i mesi più freddi, tra giugno e settembre, per dare alla luce i piccoli nelle acque relativamente tranquille del sud-est australiano. È possibile avvistarle da diverse aree costiere della regione, in particolare dal promontorio di Wilsons Promontory. I delfini tursiopi (Tursiops truncatus) sono comunemente avvistati lungo la costa, soprattutto intorno alla baia di Lakes Entrance e nelle acque circostanti; questi intelligenti e socievoli animali spesso nuotano vicino alle imbarcazioni, seguendo le onde e giocando tra loro. Sebbene non siano comuni lungo la costa del Gippsland, occasionalmente alcune specie di tartarughe marine, come la tartaruga verde (Chelonia mydas), possono essere avvistate nelle acque della regione. Queste tartarughe migrano attraverso vasti tratti dell'oceano, e le acque del sud-est dell'Australia possono essere incluse nelle loro rotte migratorie. La popolazione di arctocefalo australiano (Arctocephalus pusillus) qui presente costituisce una delle colonie più numerose nel sud-est australiano. Questi pinnipedi si trovano principalmente lungo la costa rocciosa del Wilsons Promontory e sono strettamente protetti dal punto di vista conservativo.
Il sistema lacustre del Gippsland è un habitat vitale per molte specie di pesci e invertebrati marini. Questo ecosistema fornisce acqua dolce e salmastra, creando un ambiente favorevole per una grande varietà di vita marina. Il branzino australiano (Macquaria novemaculeata), presente in acque sia dolci che salmastre, è comune nei Gippsland Lakes; è molto apprezzato dai pescatori sportivi e commerciali per le sue dimensioni e la qualità della carne. Conosciuto localmente come White Trevally, il carango dentice (Pseudocaranx dentex) è un'altra specie di pesce molto diffusa lungo le coste del Gippsland, spesso presente in acque costiere più profonde. I laghi e le zone costiere dei Gippsland ospitano popolazioni di gamberi reali (Melicertus plebejus), che sono una risorsa preziosa per la pesca commerciale della regione; sono particolarmente abbondanti nelle acque salmastre delle lagune e degli estuari.

### Conservazione e parchi nazionali

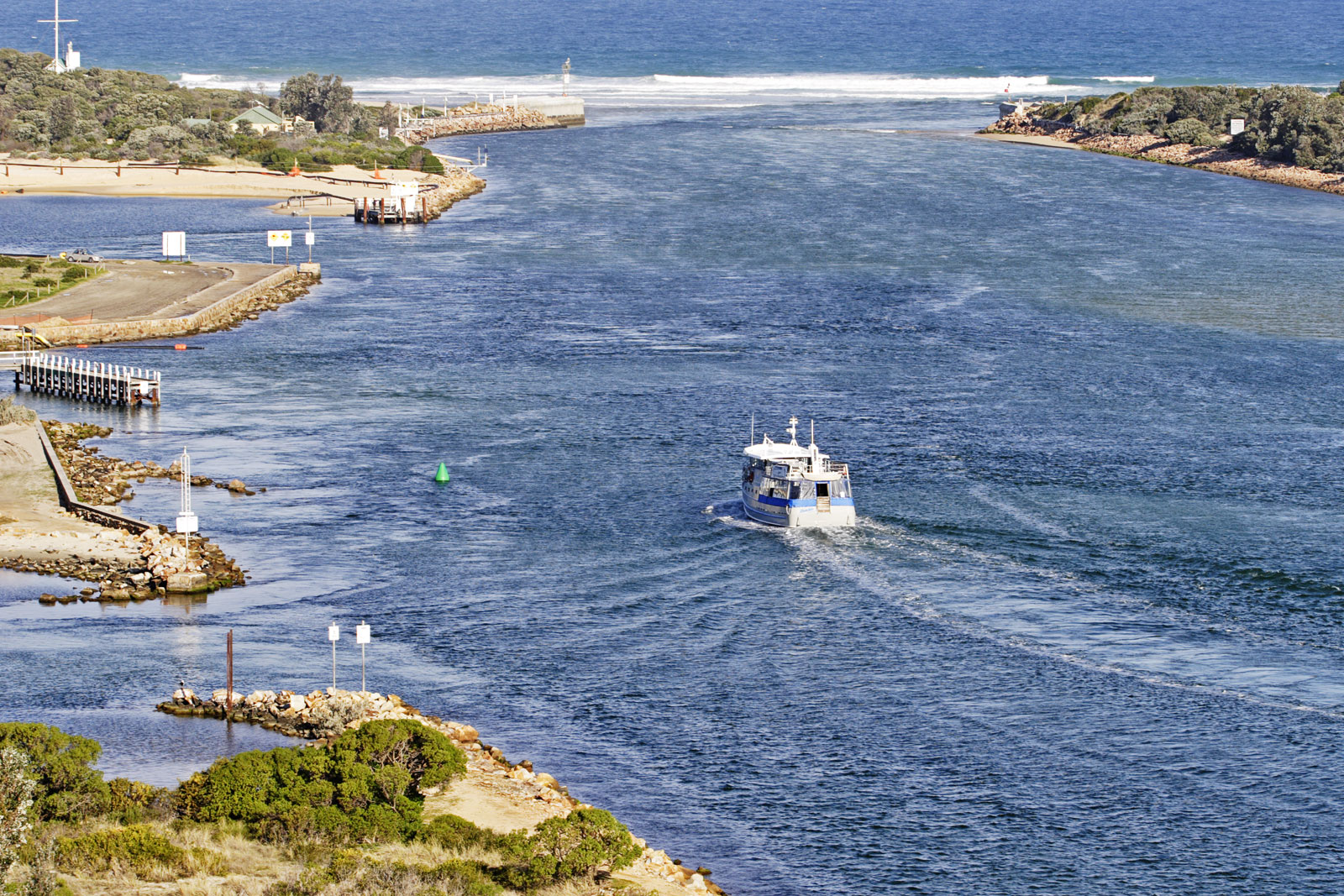
L'ingresso ai laghi del Gippsland.

Negli ultimi decenni, la conservazione dell'ambiente naturale nel Gippsland è diventata una priorità crescente. Con una biodiversità così ricca e fragile, la regione affronta diverse sfide per preservare i suoi ecosistemi unici, minacciati dal cambiamento climatico, dallo sviluppo urbano e industriale, dalla deforestazione e dalle specie invasive.
La creazione di parchi nazionali e aree protette ha giocato un ruolo cruciale nella tutela della flora e fauna del Gippsland. Questi parchi offrono rifugio a molte specie minacciate e sono strumenti fondamentali per proteggere gli habitat critici. Il parco nazionale del Wilsons Promontory è uno dei parchi più importanti della regione, non solo per la sua bellezza paesaggistica, ma anche per il suo ruolo nella protezione della biodiversità. È sede di molti programmi di conservazione della fauna, tra cui il monitoraggio di koala, vombati e uccelli marini. Il parco nazionale del Croajingolong si estende lungo la costa orientale del Gippsland e protegge 875 km² di foreste, lagune e spiagge. La biodiversità del Croajingolong è notevole, con molte specie di piante e animali endemiche della regione. Il parco costiero dei Gippsland Lakes è fondamentale per la conservazione delle zone umide costiere e degli ecosistemi acquatici. Qui vivono numerose specie di uccelli migratori, pesci e invertebrati.

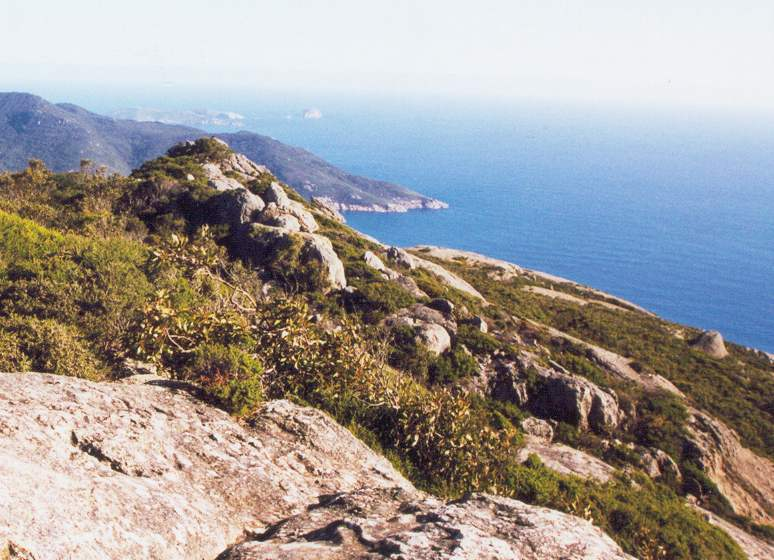
Il Wilsons Promontory.

Sebbene molte aree del Gippsland siano protette, l'ambiente naturale della regione è minacciato da vari fattori. L'espansione agricola e l'estrazione di risorse naturali, come il legname e i minerali, hanno avuto un impatto significativo sulle foreste native del Gippsland. La perdita di habitat è una delle principali cause di declino della fauna selvatica della regione. Il Gippsland è particolarmente vulnerabile agli incendi boschivi, soprattutto durante le estati calde e secche. I devastanti incendi della Black Summer del 2019-2020 hanno avuto un impatto drammatico su gran parte della fauna e della flora della regione, distruggendo vasti tratti di foreste e minacciando molte specie già in difficoltà. Il riscaldamento globale sta influenzando gli ecosistemi del Gippsland, in particolare quelli marini e costieri. L'innalzamento del livello del mare, i cambiamenti nella temperatura dell'acqua e le variazioni nelle precipitazioni stanno alterando gli habitat critici per molte specie. L'introduzione di specie invasive, come la volpe rossa e il gatto domestico, ha avuto un impatto devastante su molte specie native del Gippsland. Questi predatori esotici rappresentano una minaccia per piccoli mammiferi, uccelli e rettili.
Per affrontare queste sfide, sono in corso numerose iniziative di conservazione nel Gippsland. Queste includono progetti di riforestazione, la gestione delle specie invasive e la protezione degli habitat cruciali per la fauna. Diverse organizzazioni locali e nazionali stanno lavorando per ripristinare le foreste degradate e le zone umide nel Gippsland: i progetti di riforestazione mirano a ricostruire i corridoi ecologici che permettono alla fauna selvatica di spostarsi in sicurezza attraverso la regione. Progetti di controllo delle popolazioni di specie invasive, come la caccia controllata delle volpi e dei gatti ferali, sono essenziali per proteggere la fauna locale; questo lavoro viene spesso svolto in collaborazione con le comunità indigene, che portano avanti conoscenze tradizionali sulla gestione del territorio. Il monitoraggio delle specie vulnerabili e in pericolo è una parte cruciale delle iniziative di conservazione: programmi di ricerca sui koala, i vombati e altre specie iconiche del Gippsland aiutano a comprendere meglio le esigenze ecologiche e a sviluppare strategie di protezione efficaci.

## Economia
Il Gippsland è una delle principali regioni agricole dell'Australia: è famoso per le sue vaste aziende agricole e i pascoli per il bestiame. L'area produce grandi quantità di latte, formaggi e altri prodotti caseari. Inoltre, l'allevamento di bovini e ovini è molto diffuso. La Latrobe Valley è il centro dell'industria energetica del Victoria, grazie ai suoi vasti giacimenti di lignite, un tipo di carbone che viene utilizzato per la produzione di energia elettrica; tuttavia, negli ultimi anni, la regione ha iniziato a muoversi verso fonti di energia più sostenibili. Le acque costiere del Gippsland e i suoi laghi interni offrono risorse significative per la pesca commerciale, con specie come gamberi, granchi e pesci di mare.

### Turismo
Il turismo è un settore in crescita, grazie alle bellezze naturali della regione, alle spiagge incontaminate, ai parchi nazionali, e alle attrazioni culturali e storiche. Tra le principali località turistiche ricordiamo:
- il parco nazionale del Wilsons Promontory: uno dei parchi più iconici dell'Australia, «The Prom» offre splendide spiagge, foreste lussureggianti, sentieri escursionistici e una fauna straordinaria, tra cui canguri, emù e vombati;[2]
- Lakes Entrance: situata nell'area dei Gippsland Lakes, è una popolare destinazione turistica, famosa per le sue acque tranquille, perfette per la pesca, il nuoto e la vela;
- la Ninety Mile Beach: una delle spiagge più lunghe del mondo, si estende per circa 145 chilometri e offre spettacolari panorami sull'oceano;[3]
- il parco nazionale Croajingolong: questo parco è conosciuto per la sua straordinaria biodiversità, con oltre 300 specie di uccelli e una vasta gamma di flora e fauna;[5]
- le Alpi Vittoriane: il Gippsland include anche una parte delle Alpi Vittoriane, con le sue maestose vette, le foreste di eucalipti e le possibilità di praticare sport invernali come lo sci e lo snowboard.

## Cultura
La cultura del Gippsland è strettamente legata alle tradizioni aborigene e all'eredità coloniale europea. Diverse comunità locali organizzano festival ed eventi che celebrano il patrimonio culturale, la musica, l'arte e la cucina. La cultura aborigena dei Gunai/Kurnai è ancora oggi viva e rispettata nel Gippsland: diversi progetti culturali e ambientali stanno cercando di preservare il legame con la terra e le tradizioni ancestrali, e molti luoghi d'interesse nella regione sono legati alla storia aborigena. Il Gippsland è una regione vivace dal punto di vista artistico. Diverse città, tra cui Sale e Bairnsdale, ospitano gallerie d'arte che espongono opere di artisti locali, con una particolare enfasi sull'arte aborigena. Il Gippsland Arts Festival è uno degli eventi più importanti della regione, celebrando la creatività locale attraverso spettacoli teatrali, concerti e mostre.